# D.O.P.E.
D.O.P.E.  é um filme (2008) documentário estadunidense do romancista Chris Aherns e filmado por Chris Laurie. D.O.P.E. é um acrônimo para Death Or Prison Eventually (em Português, Morte ou prisão, eventualmente) associando a palavra dope (do inglês, que significa "droga, entorpecente"), com morte e prisão — aludindo que, se um indivíduo se mete com tal agente, o resultado é fatal.

## O filme
O filme é uma introspectiva na vida de quatro campeões mundiais legendários do skate: Jay Adams, Christian Hosoi, Dennis Martinez, Bruce Logan. O filme mostra a conquista ao sucesso destes esportistas e a queda dos mesmos no mundo do crime e da droga. Concentrando na redenção e na vida atual como também a fama e sua queda, o filme marca uma postura dsitinta no mundo de documentário de esportes em geral. A narração é feita por Danny Trejo (de Blood In Blood Out; Grindhouse; Delta Farce; Con Air e Spy Kids). Fotos e filmagens raras do esporte de Skate nunca antes vistas, junto a entrevistas atualizadas com os profissionais desta modalidade faz este filme ser um projeto que vale a pena assistir. Este documentário tem várias viradas no desenvolvimento do filme qua a maioria dos documentários não seguem. Ele obscura os principais personagens de suas juventudes ensolaradas e seus triunfos e acompanha os seus passos no mundo das trevas e misérias, finalmente documentando a sua jornada de abandono ao vício. Parte do filme foi filmado na prisão nos EUA.

## O escritor
Chris Aherns é do Sul da California, novelista, surfista e escritor da revista RISEN, publicada para um mercado da contra-cultura. O Escritor entevistou Stacy Peralta (produtor de Dog Town Z Boys) como também policiais, transeuntes, skateboarders, e mais os pais e outros amigos dos esportistas, mostrando o verdadeiro efeito que as drogas causam à nossa sociedade como também a dor intensa e a miséria que elas trazem.

## Trilha sonora
A trilha sonora do filme é composta de várias músicas de bandas de rock cristão (ou, música cristã contemporânea):
- P.O.D. escreveu a faixa musical Murder One. Uma banda nu metal cristão que já conquistou o status de disco de platina no mercado estadunidense.

outras bandas inclui
- Switchfoot
- Arrested Development
- Red Cloud and Dance Floor Prophets

## Os artistas
Os protagonistas do filme são os próprios esportistas:
- Denis Martinez - Campeão mundial de Skate.
- Bruce Logan - Campeão mundial e proprietário da Logan Earth Skis---o fabricante "Número Um" de skateboards em 1980.